# Тактагуловский сельсовет
Тактагуловский сельсовет — муниципальное образование в Бакалинском районе Башкортостана.

## Население
| 2002 | 2009 | 2010 | 2012 | 2013 | 2014 | 2015 |
| ---- | ---- | ---- | ---- | ---- | ---- | ---- |
| 676  | ↗699 | ↘581 | ↘569 | ↘545 | ↘533 | ↘508 |
| 2016 | 2017 |      |      |      |      |      |
| ↘473 | ↘448 |      |      |      |      |      |

## Состав сельского поселения
| № | Населённый пункт | Тип населённого пункта       | Население |
| - | ---------------- | ---------------------------- | --------- |
| 1 | Тактагулово      | село, административный центр | ↘409      |
| 2 | Гурдыбашево      | деревня                      | ↘105      |
| 3 | Кандалакбашево   | деревня                      | ↘67       |